# 小泉勝志郎
小泉 勝志郎（こいずみ かつしろう、7月19日 - ）は、日本の経営者、プログラマ、大学非常勤講師、ラジオパーソナリティ、ゲームクリエイター。株式会社テセラクト代表取締役社長。一般社団法人コード・フォー・ジャパン理事。シニアプログラミングネットワーク代表。渚の妖精ぎばさちゃん運営。総務省地域情報化アドバイザー。

## 経歴・人物
宮城県塩竈市出身。東北学院中学校・高等学校、東北大学工学部土木工学科卒業。東北大学大学院工学研究科土木工学専攻修士課程修了。
仙台のソフトウェア会社に勤務していたが東日本大震災をきっかけに独立。2015年7月27日に株式会社テセラクトを起業。
2014年5月にCode for Shiogamaが浦戸諸島で開催したイベント「島ソン」でアカモク販売促進の目的で渚の妖精ぎばさちゃんを作成する。
2016年4月5日からはエフエムたいはくのラジオ番組「渚の妖精ぎばさちゃん ラジオでねばぎば！」のメインパーソナリティーを務める。
2016年から若宮正子にiPhoneアプリ開発を依頼されたが「私が作っても話題にならないけど、若宮さんが作ったら超話題になりますよ」と、iPhoneアプリ開発を個別指導した。
若宮正子にプログラミングを教えたことをきっかけにシニアプログラミングネットワークを立ち上げ、高齢者向けプログラミング教育の推進を行なっている。
2020年3月にはファミコンロッキーと渚の妖精ぎばさちゃんがコラボしたゲーム「ゼビウス魔の二千機攻撃」をリリースした。バンダイナムコのIPを利用できるカタログIPオープン化プロジェクトを利用することで、ゼビウスのキャラクターを利用して、ファミコンロッキー第2話の「ゼビウス魔の二千機攻撃」を実際にゲーム化したもの。